# Спинола, Уго Пьетро
Уго Пьетро Спинола (итал. Ugo Pietro Spinola; 29 июня 1791, Генуя, Генуэзская республика — 21 января 1858, Рим, Папская область) — итальянский куриальный кардинал, папский дипломат и доктор обоих прав. Титулярный архиепископ Фив с 2 октября 1826 по 2 июля 1832. Апостольский нунций в Австрии с 14 ноября 1826 по 2 июля 1832. Апостольский про-датарий с 19 апреля 1844 по 21 января 1858. Камерленго Священной Коллегии Кардиналов с 1857 по 2 января 1858. Кардинал in pectore с 30 сентября 1831 по 2 июля 1832. Кардинал-священник с 2 июля 1832, с титулом церкви Санти-Сильвестро-э-Мартино-ай-Монти с 17 декабря 1832.